# Joff Winterhart

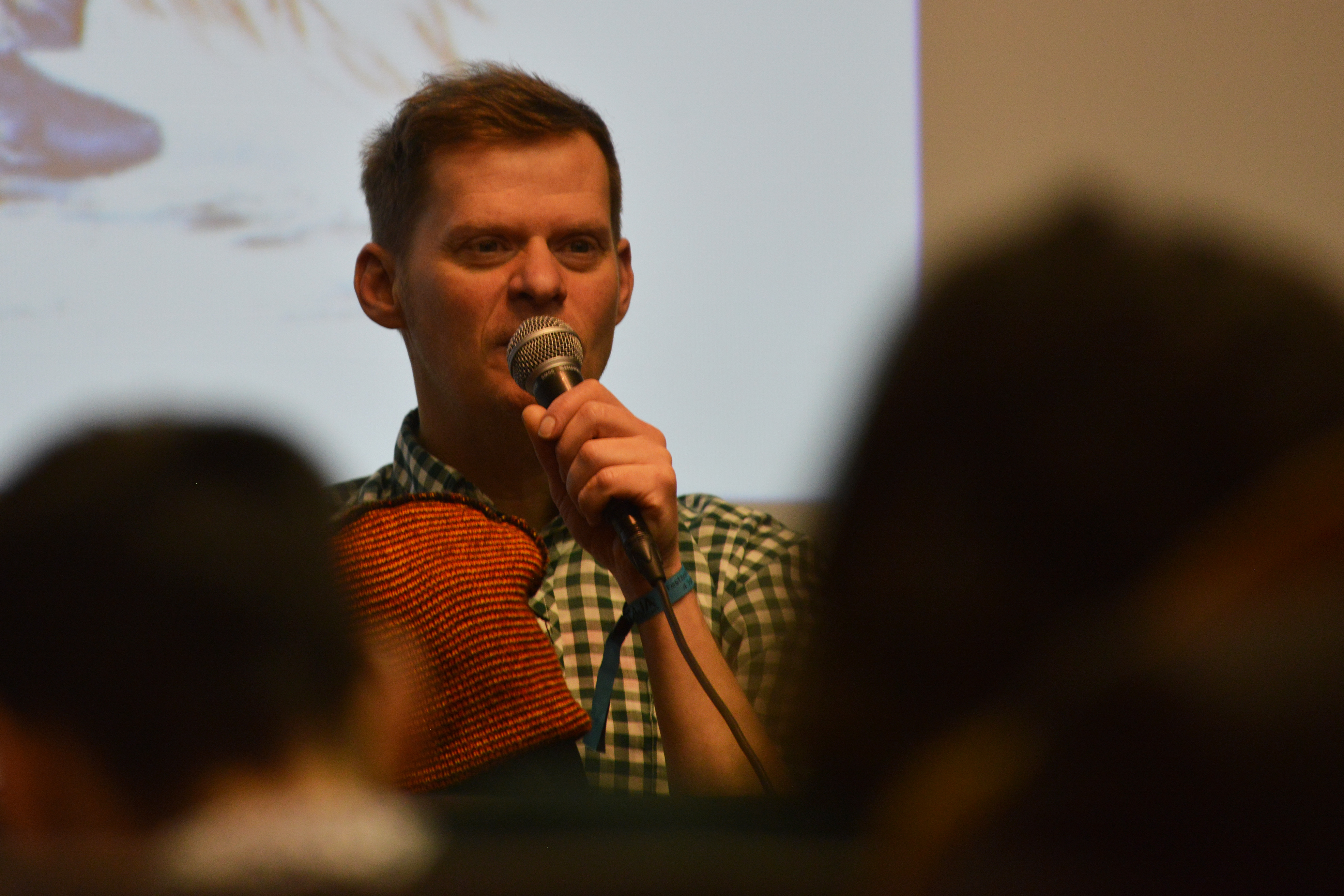
Joff Winterhart beim Comicfestival von Angoulême (2019)

Jonathan „Joff“ Winterhart (* 1974 im Vereinigten Königreich) ist ein britischer Comic-Künstler und -autor. Er debütierte 2012 mit der Graphic Novel Days of the Bagnold Summer, die 2019 verfilmt wurde.

## Leben
Den Rufnamen „Joff“ habe Winterhart von seinem älteren Bruder, der Jonathan nicht habe aussprechen können. Privat und in allen öffentlichen und künstlerischen Zusammenhängen blieb es bei „Joff“. Winterhart studierte Film und Animation an der Newport Arts School in Südwales. 2002 schrieb und drehte er den Animationsfilm Violet and Turquoise, der 2003 einen Award der British Academy of Film and Television gewann und beim Edinburgh International Film Festival präsentiert wurde. 2011 veröffentlichte er mit Sue Palmer (Text) eine Dokumentation des gemeinsamen Kunstprojekts im Rahmen des b-side festival in Weymouth und Portland, Dorset.
Im folgenden Jahr erschien seine erste Einzelveröffentlichung Days of the Bagnold Summer, „as affecting as Raymond Briggs, as beady as Posy Simmonds, a truly fantastic debut“, befand The Guardian. Im Herald wurde Winterharts „story of a mother and her metalhead son“ als „one of the funniest and sweetest accounts of family life“ bezeichnet. Fünf Jahre darauf hieß es über das nachfolgende Album Driving Short Distances, es sei „ein Meisterwerk“. Als „exquisitely rendered tale of masculinity and urban isolation“ wurde der Band in einer Auflistung von Eight mind-blowing graphic novels for beginners der Royal Academy beschrieben. 2018 kam in den USA unter dem Titel Other People ein Band, der die beiden Alben zusammenführte, heraus. Winterharts Figuren mögen steif erscheinen, meinten die Kirkus Reviews, „like positioned figurines rather than people“, dennoch atmeten sie Leben durch den Detailreichtum, mit dem Winterhart Gesichter und Hände, selbst Finger ausstatte, des Weiteren wurde sein „superb ear for dialogue“ hervorgehoben.
Seine bislang zwei Graphic Novels (Stand 2021) erschienen auch in französischer Übersetzung. Als Erzählung von „unvorstellbarer Finesse“ bezeichnete die Kritikerin von Les Inrockuptibles Winterharts Geschichte über einen jungen Mann und seinen nicht mehr ganz jungen Fahrlehrer. In Bezug auf ebenjenes Werk wies der Rezensent des Webmagazins Benzine auf das monochrome Dunkelblau von Courtes distances hin und betonte die Stärke der Porträts, welche Winterhart von seinen Protagonisten, zwei einsamen Verlierern („loosers esseulés“) zeichne.
In seiner Band Bucky ist Winterhart als Schlagzeuger aktiv. Mit einer Nebenformation, The 100 Year Old Band, spielte er 2014 beim Wochenende zum zwanzigjährigen Bestehen von Gob Squad in Berlin.
Auf die Frage nach seinem Lieblingsautor nannte er Carson McCullers: „The Heart is a Lonely Hunter, The Mortgaged Heart and most of all The Member of the Wedding are all mind-blowingly great.“ Vorbilder außerhalb der Literatur seien Jonathan Richman und Sister Corita Kent, „radical screen-printing hippie nun from 1960s Los Angeles“.
2018 wurde Winterhart Fellow der Royal Society of Literature. Die Verfilmung seiner Graphic Novel Days of the Bagnold Summer (2012) mit Musik von Belle and Sebastian wurde 2019 beim Locarno Film Festival präsentiert. Die Drehbuchautorin Lisa Owens meinte über Winterharts Vorlage, das Buch sei „a wonderful portrait of teen angst and the pains and joys of parenthood“, und sie empfehle es wärmstens („highly“). Falk Straub schrieb in Anbetracht der deutschen Filmfassung Mein etwas anderer Florida Sommer von „Winterharts von allen überflüssigen Details befreite[n] Panels“ und davon, dass sich „der lakonische Humor des Comics“ auch im fertigen Film finde. Das Zusammenwirken von Vorlage und Verfilmung wurde an anderer Stelle weniger positiv betrachtet: Gerade, weil der Regisseur sich über Gebühr bemüht habe, die Atmosphäre der Wurzeln des Films in Winterharts Comic zu würdigen, reiche das Ergebnis nicht an gelungene Comicverfilmungen wie Ghost World heran.
Joff Winterhart lebt in Bristol.

## Veröffentlichungen
- The No 1 drawing book: Joff's drawings, Sue's writing. A documentation of the project 'On the No 1 bus', LabCulture Ltd., Portland / Weymouth, Dorset, 2011, ISBN 978-0-9560187-1-7
- Days of the Bagnold Summer, Jonathan Cape, 2012, ISBN 978-0-224-09084-1
- L’été des Bagnold, Ed. çà Et Là, 2013, ISBN 978-2-916207-88-9
- Driving Short Distances. Jonathan Cape, 2017, ISBN 978-0-224-09980-6
- Courtes distances, Ed. çà Et Là, 2018, ISBN 978-2-36990-248-5
- Other People. Gallery 13, 2018, ISBN 978-1-5011-9174-9

## Ausstellung
- 2018: Plough Arts Centre[24]

## Auszeichnungen
- 2003: BAFTA (Cymru / Animation)[25]
- 2012: Costa Novel Award (Shortlist)[26]

## Verfilmung
- Days of the Bagnold Summer (Regie: Simon Bird, UK 2019)